# Оризари (община Липково)
Вижте пояснителната страница за други значения на Оризари.
Оризари (на македонска литературна норма: Оризари; на албански: Orizare, Оризаре) е село в Северна Македония, в община Липково.

## География
Селото е разположено в западните поли на Скопска Църна гора в областта Жеглигово.

## История
В 1861 година Йохан фон Хан на етническата си карта на долината на Българска Морава отбелязва Оризар като българско село. В края на XIX век Оризари е българо-албанско село в Кумановска каза на Османската империя. Ефрем Каранов пише в 1891 година, че Оризаре е село, населено от арнаути и българи. Според статистиката на Васил Кънчов („Македония. Етнография и статистика“) от 1900 г. Оризари е село, населявано от 24 жители българи християни и 180 арнаути мохамедани.
В началото на XX век по данни на секретаря на Българската екзархия Димитър Мишев („La Macédoine et sa Population Chrétienne“) в 1905 година в Оризари има и 60 християни - цигани.
По време на българското управление на Вардарска Македония през Първата световна война Оризари е част от Опайска община в Кумановска околия и има 438 жители.
Според преброяването от 2002 година селото има 2094 жители.
| Националност     | Всичко |
| северномакедонци | 3      |
| албанци          | 2064   |
| турци            | 0      |
| роми             | 0      |
| власи            | 0      |
| сърби            | 0      |
| бошняци          | 0      |
| други            | 27     |

## Личности
Родени в Оризари
- Хайдар Яшари (1909 – 1991), албански духовник